# 萊夫卡區

萊夫卡區所在位置

萊夫卡區（土耳其語：Lefke İlçesi）是北塞浦路斯土耳其共和國的6個地區之一。萊夫卡區總面積162平方公里，2021年人口共16,071人，下轄1個次區（Bucağı），即首府萊夫卡，區長為哈利爾·喬爾巴（Halil Çorba）。